# West Melbourne
West Melbourne é uma cidade localizada no estado americano da Flórida, no condado de Brevard. Foi incorporada em 1959.

## Geografia
De acordo com o United States Census Bureau, a cidade tem uma área de 26,5 km², onde 26,4 km² estão cobertos por terra e 0,1 km² por água.

### Localidades na vizinhança
O diagrama seguinte representa as localidades num raio de 16 km ao redor de West Melbourne.

## Demografia
Segundo o censo nacional de 2010, a sua população é de 18 355 habitantes e sua densidade populacional é de 694,8 hab/km². É a localidade que, em 10 anos, teve o maior crescimento populacional do condado de Brevard. Possui 8 881 residências, que resulta em uma densidade de 336,2 residências/km².